# Orientalisztikai Diákkör
Az Orientalisztikai Diákkör a Budapesti Corvinus Egyetem (akkor Marx Károly Közgazdaságtudományi Egyetem) falai között alakult 1988-ban. A szervezet spirituális vezetője az iráni származású Lotfi Fárhad, a diákelnök Faragó József egyetemi hallgató volt. A diákkör a Közgázon fogadta és felkarolta a Magyarországra látogató, Nyugaton élő tibeti tanítókat, megtörve a Magyarországi Buddhista Misszió monopolhelyzetét. Így megkezdődhetett a hazai buddhista közösség plurális átalakulása, ami a mai sokszínűséghez vezetett. Az Orientalisztikai Diákkör 1988-89-es rendezvényein több százan vettek menedéket, emiatt az egyetemi vezetés egyes tagjai "buddhista uszítással" vádolták a kört a Közgazdász című egyetemi lapban. A diákkör válaszában a szervezet tudományos jellegét hangsúlyozta, a buddhista szertartásokat filozófiai előadásokként tüntetve fel. Még az alapítás évében kiadtak három könyvet. A Hagyományos tibeti orvoslás című, belső használatú egyetemi kiadványt, Namkhai Norbu Rinpocse könyvének magyar fordítását. Alexander Berzin buddhista tanító budapesti előadásainak magyar nyelvű szövegét, Alapvető tanítások címmel. Továbbá David Chow és Richard Spangler könyvének fordítását, a Kung fu történelme, filozófiája és technikái címmel. 1989-ben a diákkör felbomlott. Egykori tagjai később megalapították a Csan Buddhista Közösséget, amely a 14. Dalai Láma második magyarországi látogatását szervezte.